# Lupinus allargyreius
Lupinus allargyreius är en ärtväxtart som beskrevs av Charles Piper Smith. Lupinus allargyreius ingår i släktet lupiner, och familjen ärtväxter. Inga underarter finns listade i Catalogue of Life.